# Jetsün Pema
Jetsün Pema (Lhasa, 7 juli 1940), is een Tibetaans politicus, leider van de Tibetan Children's Villages en actrice.
Jetsün Pema is de zus van de veertiende dalai lama Tenzin Gyatso. In de film Seven Years in Tibet in 1997 met onder andere Brad Pitt en David Thewlis speelde ze de rol van de moeder van de jonge dalai lama die ook haar eigen moeder is.
Haar broer Thubten Jigme Norbu was abt van Kumbum, leidde het Tibetan-Mongolian Buddhist Cultural Center in Bloomington en richtte in 1995 de Internationale Tibetaanse vrijheidsbeweging op. Haar broer Gyalo Döndrub trad vaak op als onderhandelaar met Chinese leiders. Ze trok in haar leven veel op met haar broer Lobsang Samten.

## Studie
In 1950 ging ze naar India om te studeren, eerst naar St. Joseph's Convent in Kalimpong en daarna naar Loreto Convent in Darjeeling waar ze haar graad behaalde in 1960. In 1961 vertrok ze naar Zwitserland en daarna naar Engeland voor verdere studie. In 1959 had de Tibetaanse diaspora plaatsgevonden, waardoor ze in 1964 daarna niet terugging naar Tibet, maar naar Dharamsala, de woonplaats van haar broer.

## Loopbaan
Vanaf juni 1964 kreeg ze de leiding over de Tibetan Children's Villages dat zich ontfermt over de duizenden Tibetaanse weeskinderen in India en ze voorziet van onderdak en onderwijs. Tibetanen noemen haar "Ama La" (gerespecteerde moeder). Ze voerde haar functie 42 jaar uit tot haar pensioen in augustus 2006. In 1995 ontving ze van de Vergadering van de Tibetaanse Volksafgevaardigden de titel Moeder van Tibet, als waardering voor haar inzet en diensten voor de Tibetaanse kinderen.
In 1970 werd ze tijdens de eerste algemene vergadering van het Tibetaans Jeugdcongres gekozen tot vicevoorzitter en in tijdens de algemene vergadering van 1984 tot adviseur. Tijdens de ontspanningsjaren in 1980, werd ze door de dalai lama met de derde fact-finding-delegatie naar Tibet gestuurd waar ze uitgebreid door het land reisde. Jetsün Pema had verder plaats in het bestuur van het Tibet House in New Delhi en de Trust of His Holiness the Dalai Lama Charitable.
In mei 1990 belegde de dalai lama een speciaal congres waarbij de kalons (ministers) van de Tibetaanse regering in ballingschap werden verkozen. Hier werd ze de eerste vrouwelijke minister. In 1991 werd ze opnieuw gekozen door het Tibetaans parlement voor het departement van onderwijs. In 1993 legde ze haar taken neer voor de kashag (kabinet).

## (Auto)biografie
- (en) 1996, 2001: Tibet: My Story, ISBN 978-1862041240
- (fr) 2002: Pour que refleurisse le monde, met Irène Frain, ISBN 978-2856168356